# 中分 (上尾市)
中分（なかぶん）は、埼玉県上尾市の町名。現行行政地名は中分一丁目〜六丁目。住居表示未実施地区。郵便番号は362-0067。
人口統計などでは大石地区で分類されている。面積は1.865 km2で上尾市の町丁としては最も広い。

## 地理
埼玉県の県央地域で、上尾市の北西部に位置する逆三角形の形をした南北に細長い地区である。地区の東側は大宮台地上にあるが、地区の西端を江川やその支流の逆川などが流れ、その流域の沖積平野や多くの開析谷（谷津）や小河川が複雑に入り組み、市内では最も起伏に富んだ地域のひとつである。地区の南部、一丁目のさいたま鴻巣線と上尾環状線に挟まれた区域が市街化区域（主に第一種低層住居専用地域、県道などの主要な通り沿線は第一種住居地域や第二種低層住居専用地域）に指定されている。その区域を中心に市街化され住宅が建ち並び街区公園が整備されているが、その他の大半の区域は市街化調整区域となり、その区域の大部分が低地の水田（谷津田）や入り組んだ舌状台地上の耕作地といった農地で占め、「藤波・中分ふるさとの緑の景観地」をはじめとした自然が数多く残り、また屋敷森を持つ農家も点在する里山的景観が見られる。地区の北東側は上尾市唯一となった赤松林を擁する大宮ゴルフコースが広がる。
地内には台地上に下遺跡（県遺跡番号：14-168）や小谷津遺跡（県遺跡番号：14-166）などの遺跡（埋蔵文化財包蔵地）が多数見られ、建物跡・土壙・ピットなどの遺構や、縄文土器や石器などの遺物が検出されている。

## 歴史
もとは江戸期より存在した武蔵国足立郡石戸領に属する中分村であった。かつての藤波村の中藤波と称された場所に当たり、現在の藤波は上藤波、小泉は下藤波と称されていた。正保〜元禄年間に藤波村より分村する。地名も藤波村から分村した中藤波から生じたものと云われている。村高は『元禄郷帳』および『天保郷帳』によると143石余であった。化政期の戸数は50軒で、村の規模は東西12町、南北21町であった。飛地が畔吉、領家、藤波村のうちにあった。
1875年（明治8年）の農業産物高は武蔵国郡村誌によると米69.98石、大麦132.48石、小麦120石、小豆73.2石、甘藷210120斤、製茶312斤であった。
はじめは知行は旗本牧野氏、1867年（慶安3年）に知行は牧野氏一族に分知された相給地となる。なお、検地は1620年（元和6年）および1667年（寛文7年）および1687年（貞享4年）に実施。
- 幕末の時点では足立郡中分村であった。明治初年の『旧高旧領取調帳』の記載によると、旗本牧野左近の知行であった[注釈 3][注釈 4]。
- 1868年（慶応4年）6月19日 - 武蔵知県事・山田政則（忍藩士）の管轄となる。
- 1869年（明治2年） 
  - 1月13日 - 武蔵知県事・宮原忠英の管轄区域に大宮県を設置。県庁は東京府馬喰町に置かれる。
  - 9月29日 - 県庁が浦和に置かれ浦和県に改称。
  - 12月2日 - この日までに旗本領が上知され、浦和県の管轄となる（府藩県三治制も参照）。
- 1871年（明治4年）11月13日 - 第1次府県統合により埼玉県の管轄となる。
- 1872年（明治5年）3月 - 大区小区制施行により第18区に属す[17][18]。
- 1873年（明治6年）4月4日 - 学制の発布に伴い、地内の東栄寺を仮用して中分学校か設立される[19]。学区は中分村、領家村、藤波村、下日出谷村（桶川市）、井戸木村、町谷村（桶川市）、菅原新田、樋詰村（桶川市）であった。
- 1879年（明治12年）3月17日 - 郡区町村編制法により成立した北足立郡に属す。郡役所は浦和宿に設置。
- 1882年（明治15年） - 改正教育令（第2次教育令）が公布され、地内の東栄寺に青里学校を開設する。学区は中分村、藤波村、下日出谷村（桶川市）、井戸木村
- 1884年（明治17年）7月14日 - 連合戸長役場制により成立した小泉村連合に属す。連合戸長役場は小泉村に設置[20]。
- 1886年（明治19年）4月1日 - 橘学校（畔吉村 徳星寺）、青里学校、伊奈学校（沖ノ上村 薬王寺）が改廃されて新たに古泉学校（現上尾市立大石小学校）が創設され、第二校舎を地内の旧青里学校に開設する[19][21][22]。学区は青里学校を継承。
- 1887年（明治20年）4月7日 - 第一校舎（旧橘学校）第二校舎（旧青里学校）第三校舎（旧伊奈学校）を合併、字上谷937番地の場所の旧名主の民家を購入し、改修したのちに古泉学校（後の大石尋常高等小学校、現上尾市立大石小学校）を開設する[19][23]。
- 1889年（明治22年）4月1日 - 町村制施行に伴い、中分村を含む区域をもって大石村が成立。中分村は大石村の大字中分となる[12]。
- 1924年（大正13年）7月15日 - 平方村の「川越上尾線」より北上し、大石村を経由して桶川町に至る地内の道路を「平方桶川線」（路線番号226、現在の埼玉県道57号さいたま鴻巣線の前身）として県道に編入する[24]。
- 1941年（昭和16年） - 地内の186番地の場所に「大石村役場」（後の大石支所）が県道[注釈 5]を隔てた農協敷地内より移転する[25]。
- 1955年（昭和30年）1月1日 -  町村合併促進法の施行に伴い、大石村が上尾町、平方町・原市町・上平村・大谷村と合併して新たな上尾町となったことに伴い[26]、上尾町の大字となる。
- 1958年（昭和33年）7月15日 - 上尾町が市制施行され[26]、上尾市の大字となる。
- 1960年（昭和35年）9月1日 - 地内を通る県道平方桶川線が県道66号井戸木中野林浦和線に改称される[27]。
- 1961年（昭和36年）11月1日 - 地区北部に大宮ゴルフコースが造成され、仮オープンする[11]。なお当施設の所在地は藤波926番地（当時）[28]である。
- 1964年（昭和39年）3月1日 - 地内の大悲庵にある「月待供養塔」が市の有形文化財に指定される[29]。
- 1972年（昭和47年）12月 - 地内に大石支所の新庁舎が落成される[30]。
- 1973年（昭和48年）7月18日 - 地内に北部浄水場が竣工し、給水を開始する[31]。
- 1974年（昭和49年）11月27日 - 中分下特定土地区画整理事業の都市計画決定[32]。
- 1981年（昭和56年）
  - 2月14日 - 中分下特定土地区画整理事業の完成により地番変更を実施、大字中分、小泉、小敷谷の各一部から中分一丁目が成立する[33][32]。
  - 3月20日 - 地内の雑木林が埼玉県の「藤波・中分ふるさとの緑の景観地」に指定される[34]。
- 1989年（平成元年）9月9日 - 大字中分、および藤波、領家の一部から中分二丁目〜六丁目が成立する[9]。これにより大字中分は消滅する[注釈 6]。また、大宮ゴルフコースの所在地が現在の中分六丁目となる。

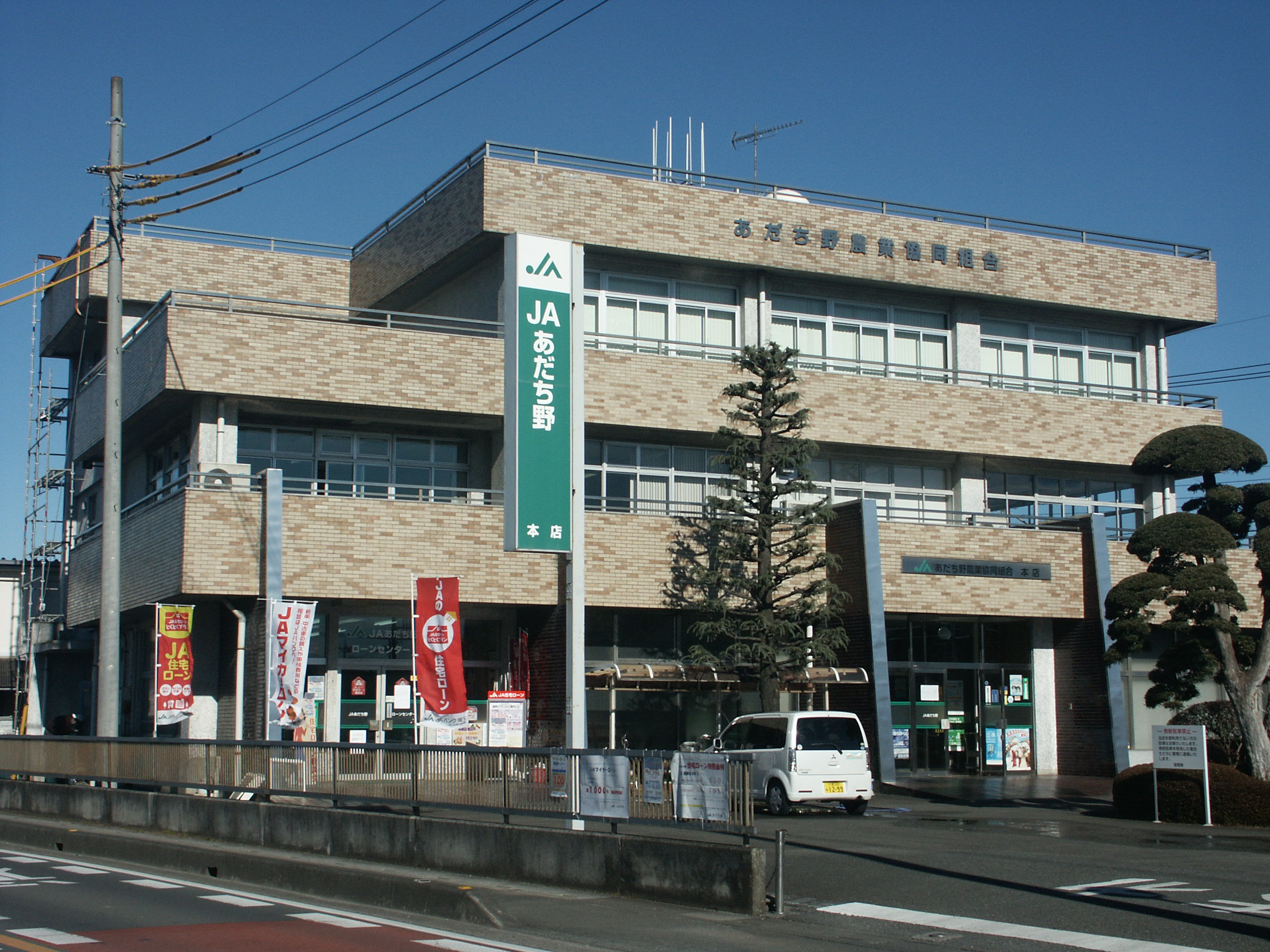
旧あだち野農業協同組合本店

- 1991年（平成3年）1月 - 大字小泉の大石小学校敷地内に大石公民館が開館する[30]。それに伴い、館内に大石支所が移転する。大石支所の跡地はJA大石支店（後に「旧あだち野農業協同組合本店」の時期を経て「JAさいたま北部統括部」となった）として利用された。
- 1994年（平成6年）10月31日 - 市内の自然保護団体が地内に所在する「藤波・中分ふるさとの緑の景観地」に関する要望書を市長に提出する。なお、1987年（昭和62年）に景観地の一部である1940平方メートルが県内の開発業者に買い取られ、伐採もされたが、1992年（平成4年）に同地を含んだ6.2ヘクタール（62000平方メートル）を買い戻していた[35]。伐採された場所は植樹された。
- 2004年（平成16年） - 地内に「下芝水辺公園」が同年度までに整備される[36]。
- 2005年（平成17年） - 地内に「中分スポーツ公園」が同年度までに整備される[36]。
- 2007年（平成19年）12月22日 - 上尾市消防本部西消防署・大石支所・上尾市図書館大石分館の複合施設が開館する[37]。大石分館の開館は翌年1月[38]。
- 2014年（平成26年）3月20日 - 「中分の大山灯籠行事」が市の無形民俗文化財に指定される[39]。
- 2018年（平成30年）11月26日 - 地内の「JAさいたま北部統括部」が桶川市下日出谷西に所在するJAさいたま桶川支店内に移転する[40]。
- 2020年（令和2年）8月20日 - 「JAさいたま北部統括部」の跡地にJAさいたま農産物直売所「上尾ぐるめ米ランド」がオープンする[41]。

### 存在していた小字
- 下
- 芝
- 小谷津
- 袋
- 冠[注釈 7]
- 糀谷

※登記簿上は今もなお存在する小字を含む。

## 世帯数と人口
2019年（平成31年）1月1日現在（上尾市発表）の世帯数と人口は以下の通りである。大半が区画整理されている一丁目に集中している。
| 丁目       | 世帯数  | 人口    |
| ---------- | ------- | ------- |
| 中分一丁目 | 502世帯 | 1,248人 |
| 中分二丁目 | 130世帯 | 335人   |
| 中分三丁目 | 34世帯  | 101人   |
| 中分四丁目 | 15世帯  | 39人    |
| 中分五丁目 | 38世帯  | 124人   |
| 中分六丁目 | 39世帯  | 88人    |
| 計         | 758世帯 | 1,935人 |

## 小・中学校の学区
市立小・中学校に通う場合、学区（校区）は以下の通りとなる。
| 丁目       | 番地 | 小学校             | 中学校             |
| ---------- | ---- | ------------------ | ------------------ |
| 中分一丁目 | 全域 | 上尾市立大石小学校 | 上尾市立大石中学校 |
| 中分二丁目 | 全域 | 上尾市立大石小学校 | 上尾市立大石中学校 |
| 中分三丁目 | 全域 | 上尾市立大石小学校 | 上尾市立大石中学校 |
| 中分四丁目 | 全域 | 上尾市立大石小学校 | 上尾市立大石中学校 |
| 中分五丁目 | 全域 | 上尾市立大石小学校 | 上尾市立大石中学校 |
| 中分六丁目 | 全域 | 上尾市立大石小学校 | 上尾市立大石中学校 |

## 事業所
2021年（令和3年）現在の経済センサス調査による事業所数と従業員数は以下の通りである。
| 丁目       | 事業所数  | 従業員数 |
| ---------- | --------- | -------- |
| 中分一丁目 | 58事業所  | 545人    |
| 中分二丁目 | 21事業所  | 188人    |
| 中分三丁目 | 11事業所  | 34人     |
| 中分四丁目 | 2事業所   | 19人     |
| 中分五丁目 | 7事業所   | 38人     |
| 中分六丁目 | 2事業所   | 152人    |
| 計         | 101事業所 | 976人    |

## 交通
地区内には鉄道は敷設されていない。最寄り駅は地区が南北に長く、場所によっては高崎線桶川駅や北上尾駅が利用できる場合もあるが、下記バス利用で上尾駅が挙げられる。何れの駅も遠く徒歩圏ではない。

### 道路
- 埼玉県道57号さいたま鴻巣線 - 旧埼玉県道井戸木中野林浦和線[8]
- 埼玉県道323号上尾環状線

### バス
上尾駅西口駅前より西上尾第一団地方面を経由する路線バスが運行されている。かつては現在の県道57号さいたま鴻巣線の小泉交差点〜小敷谷交差点間に東武バスの路線バスが運行されていた時期があった。
東武バスウエスト上尾営業所
地区内は「大久保 」、「小敷谷」バス停留所が設置されている。
上尾市コミュニティバス「ぐるっとくん」
- 大石桶川線
- 大石領家北上尾線
- 平方丸山公園線
- 平方小敷谷循環

地区内は「中分」、「中分一丁目」、「中分一丁目南」、「大久保」、「小敷谷」、「大石支所前」、「中分二丁目」、「下芝公民館前」、「中分三丁目」、「中分公民館北」、「北部浄水場北」、「中分五丁目」、「藤波四丁目」バス停留所が設置されている。

## 地域

### 町内会
- 中分自治会
- 下芝自治会

### 祭事
- 中分の大山灯籠行事 - 市登録無形民俗文化財[39]

### 寺社・史跡
かつては村社の天満社のほか、十二所社や八坂社や厳島社や神明社や氷川社や愛宕社や庚申社や白山社と多数鎮座していたが、地内に神社はゴルフ場内の氷川社を除き存在しない。旧大石村で村内にある神社の合祀が1907年（明治40年）に行われたためである。合祀先は小泉の氷川神社で、合祀後は八合神社に改称された。
- 曹洞宗小谷山東栄寺 - 1630年（寛永7年）開創[49]
- 大悲庵（だいひあん） - 市文化財の「月待供養塔[注釈 8]」（板碑）がある[8][29]。
- 中分氷川神社 - 大宮ゴルフコースの敷地内に鎮座する。

### 公園・緑地
- 藤波・中分ふるさとの緑の景観地[34] - 呼称に「藤波」とあるが区域が藤波とは跨っていない。
- 下芝水辺公園[50] - 丸山公園管理事務所が管理
- 中分スポーツ公園[51]
- 下芝公園（街区公園） - 指定緊急避難場所（地震・洪水）に指定[52]。
- 大久保公園（街区公園） - 指定緊急避難場所（地震・洪水）に指定[52]。

### 施設
かつては地内にさいたま農業協同組合大石支店（旧あだち野農業協同組合本店、元「大石支所」）があった。
- 上尾市役所大石支所
- 上尾市消防本部西消防署
- 上尾市図書館大石分館

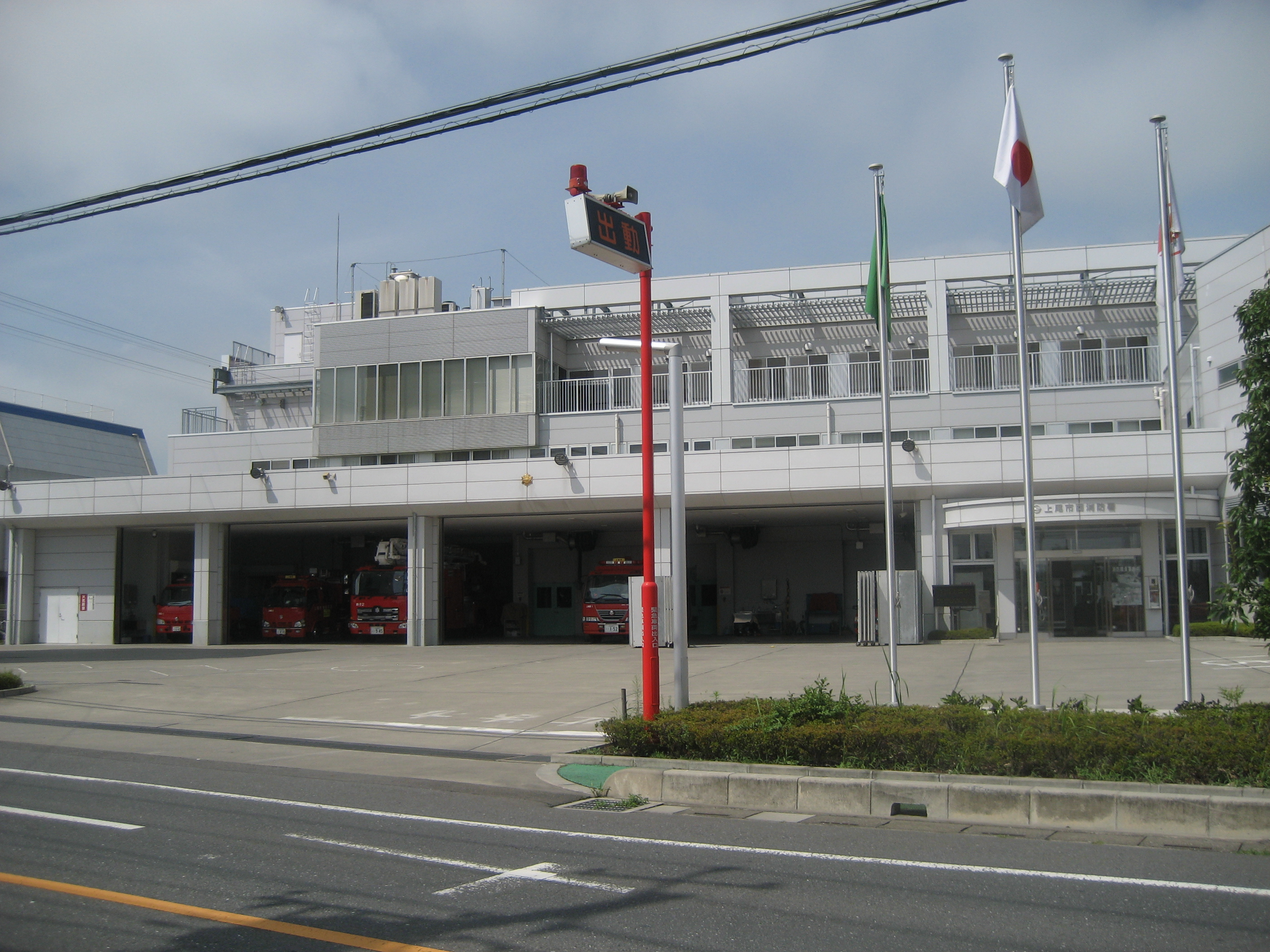
上尾市消防本部西消防署庁舎

- JAさいたま農産物直売所 上尾ぐるめ米ランド - 「さいたま農業協同組合大石支店」の跡地に立地。
- 上尾市北部浄水場
- 大石北部集落農業センター
- 中央公民館
- 大宮ゴルフコース - 1961年（昭和36年）11月1日仮オープン。クラブハウスおよびコースの約半分が立地。名前は旧大宮市に由来[11]。